# Nikos Mpountourīs
Nikolaos Mpountourīs, detto Nikos (in greco Νικόλαος "Νίκος" Μπουντούρης?; Volo, 25 settembre 1971), è un ex cestista e dirigente sportivo greco.

## Carriera
Con la Grecia ha disputato due edizioni dei Campionati mondiali (1994, 1998) e due dei Campionati europei (1997, 1999).

## Palmarès
- Campionato greco: 3

PAOK Salonicco: 1991-92
Panathinaikos: 1998-99, 1999-2000
- Coppa di Grecia: 2

PAOK Salonicco: 1994-95
Olympiacos: 2001-02
- Coppa dei Campioni: 1

Panathinaikos: 1999-2000
- Coppa delle Coppe: 1

PAOK Salonicco: 1990-91
- Coppa Korać: 1

PAOK Salonicco: 1993-94